# 히라사와 유이
히라사와 유이(일본어: 平沢 唯, ひらさわ ゆい)는 경음악부의 구성원 중 한명으로, Heritage Cherry Sunburst Gibson Les Paul Standard 전기 기타를 연주한다. (전자 기타 연주법을 배우기 전까지 연주를 할 수 있던 악기는 캐스터네츠 뿐이었다.) 그리고 그녀는 자신의 기타에 '기-타'("ギー太)라고 별명을 붙였다.

## 음악적 감성·재능
경음악부에 입부하기 전까지는 악보도 읽지 못하고, 악기도 캐스터네츠 밖에 경험했던 적이 없었다. 1학년 때의 학원제 라이브 전에 스스로 보컬에 지원하여 사와코의 도움을 받아 노래와 기타를 동시에 해낼 수 있게 되었다. 기타의 연습에 힘쓴 결과, 3학년(애니메이션 제2기)에 들어서서는 자력으로 윈드밀 연주를 할 수 있을만큼 능숙해졌다. 애니메이션 후반기 시점에서도 음악의 전문 용어나 기타의 코드 등에 대해서는 자세하게 알고 있지는 않지만, 자신의 청각만으로 튜닝을 하거나 타 밴드의 곡을 듣고 연주를 따라할 수 있는 등의 절대 음감적 재능을 소유하고 있다.
유이는 밴드의 주요 보컬리스트이자 리드 기타리스트이고 절대음감을 가지고 있다. 심지어 기타를 튜너 없이 정확히 조율할 수 있는데 이는 유이보다 기타를 훨씬 더 오래 친 아즈사를 매우 놀라게 했다. 유이는 매우 느긋한 천성을 타고났지만 시야 내에 그녀가 명백한 목표를 갖고 있을 때에는 믿을 수 없는 집중력과 기억력을 가지고 있다. 불행하게도 이것은 한번에 오직 한 주제에 제한되어 있고, 유이의 다른 기술은 나빠지게 된다. (예를 들어, 유이는 한번 실패한 시험 점수에 다급해졌고, 유이는 빨리 수학 능력을 끌어올렸지만 기타 기술은 나빠졌다.) 이 모든 것에도 불구하고, 유이는 계속 밴드에 몰두하고 있으며 클럽을 위해 충분히 항상 연습을 했다. 학교에서, 그녀는 좋은 목소리로 꽤 존경받고 있다. 하지만 그녀는 과도한 것 뿐만 아니라 중간 정도의 공연에서의 가사를 잊어버려 공연을 하지 못할 때도 있는 것으로 알려졌다. 유이가 한 번에 기타 연주와 노래 부르기를 한번에 하지 못했기 때문에 처음에 미오가 리드 보컬리스트였다. 유이는 또한 우이가 가사를 만드는 것을 도와주었기 때문에 어린아이 같은 가사를 쓰는 것으로 알려졌다.

## '방과 후 티타임’에서의 파트
많은 악곡에서 메인 보컬을 겸하지만, 연주에 정신을 빼앗겨서 가사나 노래하는 것 자체를 잊는 일이 있다. 하지만 라이브 등에서는 거의 긴장하지 않고, 진행을 담당하기도 한다.

### 애니메이션의 오프닝 테마
《Cagayake!GIRLS》(제1기), 《GO! GO! MANIAC》(제2기 첫번째), 《Utauyo!!MIRACLE》(제2기 두번째)의 보컬을 담당하였다. 극중에서는 제1기 12화에서 〈후와후와 타임〉을 처음으로 불렀으며, 제2기 20화에서는 〈밥은 반찬〉, 〈U&I〉를 불렀다. 그 가창력은 후배인 준에게 좋은 평가를 받기도 하였다.
〈밥은 반찬〉, 〈U&I〉에서는 작사도 담당하였다.

## 성격
덜렁이 도짓코(얼빠진 여성) 캐릭터로, 평상시에 멍하게 있는 경우가 많은 등 한가로운 성격이며 생각이 얼굴에 나오기 쉽다.
1학년 학원제에서 보컬 역할 때문에 긴장하는 미오를 격려해주거나 겨울에 추워하는 여동생에게 자신의 머플러를 함께 감아 주는 등, 순수하고 상냥한 면이 있다.
여러 가지 얼빠진 짓을 자주 하지만 어딘가 미워할 수 없는 분위기를 가지고 있다. 악의없이 웃는 얼굴을 보여주면 주위의 사람들이 무심코 넘어가 주기도 한다.
아이 같은 성격을 하고 있어서 유이의 행동에 대해서 미오나 리츠가 “초등학생인가” 라고 말하는 일이 자주 있다. 칭찬을 해주면 매우 기뻐한다. 리츠의 가벼운 농담에 잘 어울린다.
신중한 타입은 아니지만 한편으로 날카로운 곳이 있어서, 옛 경음악부의 앨범 사진을 보거나 테이프에 녹음되어 있던 소리를 들은 것만으로, 사와코와 노리미가 경음악부의 옛 멤버였던 것을 알아챘다.
한가지 일에 집중하면 눈부신 성과를 올리기 때문에 '하면 할 수 있는 아이' 로 회자되지만, 단점으로 그 한가지 이외의 것에는 동시에 집중할 수 없다. 시험 공부를 하며 잠시 휴식으로 기타 연습을 시작하면 결국 공부를 하지 않게 되어 낙제점을 받고 반대로 열심히 공부해서 추가시험에 만점으로 합격하면 그때까지 기억한 악보나 기타 코드를 전부 잊어버린다. 학업 성적은 좋지 않지만 그것은 중학교 때부터 시험 공부를 거의 한 적이 없는 등 성실하게 공부를 해오지 않았기 때문으로 공부를 못 하는 것은 아니다.
그녀는 학교에서 좋은 성적을 얻지 못하고(남에게 지도를 받으면, 그녀는 깜짝 놀랄 성과를 얻는다) 하찮은 것에 의해서 쉽게 흐트러진다.(특히 귀엽고 홀딱 반할 만한 것이라면) 유이는 꼴사납다. 그리고 대부분의 시간에 쉽게 멍을 때린다. 유이의 머리카락은 노란색 머리핀으로 장식한, 리츠보다 살짝 긴 어깨 길이의 갈색 머리카락이고 눈의 색은 갈색이다. 그녀는 어떤 종류의 음식과도 많이 연결짓는다(take a huge linking for)(그녀가 아무리 먹어도 살이 찌지 않을지라도, 그래서 무기와 미오, 사와코에 의해 질투받는다.). 우이라는 여동생이 있는데, 그녀는 매우 성숙하고 언니처럼 행동하며 유이를 돌봐주고 유이가 절제된 행동을 유지하도록 해 준다. 유이는 기타 연주에 있어서 매우 뛰어난데 2010년 10월 기준으로 이는 마지막 챕터에서 보여진다. 공연을 하는 동안, 유이는 굉장한 에니지와 즐거움으로 연주를 하는데, 청중으로부터  항상 좋은 반응을 가져온다.

## 가족 구성·교우 관계
아버지, 어머니, 1학년 아래의 여동생 (히라사와 우이) 총 4인 가족.
부모님은 출장 등으로 모두 집을 비울 뿐만 아니라 크리스마스나 연말에도 부부끼리 여행을 떠나는 등 부부 사이는 몹시 좋다.
여동생인 우이와는 어릴 때부터 현재에 이르기까지 매우 사이가 좋고 유이의 스킨십도 기꺼이 받아 준다. 자매끼리 서로를 잘 알고 있다. 유이의 '언니로서의 위엄' 은 거의 존재하지 않는다.
노도카와는 유치원 때부터의 소꿉친구 사이. 노도카는 이에 대해 유이와는 보통 인연이 아닌 것 같다고 언급했다.

## 일상적인 기호
귀여운 것을 좋아한다. 특히 아즈사에 대해서는 우이에게 하는 것과 비슷한 정도의 스킨십이 일상적으로 행해진다. 자신의 기타를 구입했을 때, 현재의 기타를 선택했던 이유도 '귀엽다!'라고 느꼈기 때문. 기타에는 '기-타(ギー太, Gitah)'라는 이름을 붙이고 같이 잠을 자는 등 매우 사랑하고 있다. 또한 봉제인형을 여럿 가지고 있다.
머리스타일은 갈색의 짧은 단발머리. 2개의 노란 머리핀으로 오른쪽의 앞머리를 고정한다. 머리핀이 없으면 동생인 우이와 가슴크기 이외에 외모상 차이가 없다. 또한 약간 곱슬머리로, 잠 잘 때 머리카락이 짓눌려 헝클어지기 쉽다.
동절기 교복을 입을 때는 스커트 아래 어두운 남색의 타이츠를 신는다. 사복은 팬츠 룩을 중심으로 하지만 스커트를 입기도 한다. 애니메이션에서는 집안에서 여러 가지 글자가 적힌 T셔츠를 입고 있다.

## 체질
더운 것도 추운 것도 좋아하지 않는다. 특히 여름은 에어컨에 서툴러서 할 일이 없을 때는 집에서 뒹굴고 있다. 겨울은 코타츠(각로)에 의지하는 편이다. 과자나 케이크 등의 단 것을 좋아하고 자주 먹지만, "아무리 먹어도 살찌지 않는다" 라고 말한다.

## 같이 보기
- 케이온!
- 아키야마 미오
- 코토부키 츠무기